# Марин Венчарски
Марин Вутов Венчарски е български финансист и политик, кмет на Ботевград в периода 1 март 1976 – декември 1988 г.

## Биография
Роден е на 20 май 1934 г. в село Видраре. Завършва реална гимназия в Роман, а след това специалност финанси и кредит в Стопанската академия „Димитър Ценов“ в Свищов. През 1958 г. започва работа в Държавна спестовна каса – Ботевград. В 1962 г. е приет за член на Българската комунистическа партия. Работи като кмет на Ботевград от 1976 г. до 1988 г.
По време на неговото управление е приета „Комплексна програма за развитие на Ботевградска община“. Създаден е първият в България „Кулинарен комбинат“, построен е язовир „Бебреш“ и напоително-отводнителната система в Ботевградската котловина.
Автомобилният поток на главният път София- Варна е изнесен от преминаване през централната градска част към околовръстното шосе, което води до избягването на десетки човешки жертви вследствие на автомобилни катастрофи.
Създадена е централната градска част с обособен площад и пешеходна зона. Завършено е канализирането на града. Проектиран и изграден е жилищен квартал „Васил Левски“.
Изградени са сградите на Пощата, Дом на книгата, Обреден дом, Младежки дом, Дом на науката и техниката,
Картинна галерия, Хотел - ресторант „Ботевград“, сградата на Българска Народна Банка, сградата на Народната Потребителска кооперация, Сградата на Аграрно Промишления комплекс, Кооперативните пазари.
Изграден е Мемориалния парк в западната част на града.
През местността „Зелин“ е прокарана автомагистрала „Хемус“. В градската водопроводна мрежа са включени Ечемишка река и водохващане от района на „Стубеля“, построена е пречиствателна станция. През 1977 г. е открита новата сграда на Основно училище „Васил Левски“. Изградена е голяма тренировъчна спортна зала и спортните салони в Основно училище „Никола Вапцаров“ и Природо-математическа гимназия „Акад. проф. д-р Асен Златаров“. От 1983 г. в Ботевград по негова идея започват да се провеждат ежегодно празници на духовите оркестри „Дико Илиев“.
По време на дейността му като кмет и почетен председател на спортното дружество, отборът по баскетбол Балкан става 3 пъти републикански шампион, воден от основният двигател на спорта в Ботевград Иван Колев, за което има личен принос. Привлечени са състезатели като Георги Глушков, Александър Везенков и други.
По това време Ботевград е 3 пъти национален първенец по благоустрояване и хигиенизиране.
Курорта Зелин е включен в регулацията на града.
През декември 1988 г. е избран за първи секретар на ОбК на БКП. След това работи в Центъра за подготовка на кадри към БТК.